# اتحادیه فوتبال مکلنبورگ-فورپومرن
اتحادیه فوتبال مکلنبورگ-فورپومرن (آلمانی: Landesfußballverband Mecklenburg-Vorpommern)، به اختصار LFV یکی از ۲۱ اتحادیه منطقه‌ای فدراسیون فوتبال آلمان در ایالت مکلنبورگ-فورپومرن است که مناطق مکلنبورگیشه زنپلاته، فرپومرن-روگن، شورین–نوردوست‌مکلنبورگ، فورپومرن–گرایفسوالد، وارنوو (گوشتروو) و ‌وست‌مکلنبورگ را پوشش می‌دهد.
این اتحادیه در سال ۱۴ ژوئیه ۱۹۹۰ تاسیس شده و در روستوک قرار دارد.
اتحادیه فوتبال مکلنبورگ-فورپومرن از اعضای اتحادیه فوتبال شمال‌شرق آلمان است.

## شمار اعضا
LFV براساس آخرین آمار تا سال ۲۰۱۹، ۵۸٫۸۹۴ عضو، ۴۶۹ باشگاه و ۱٫۹۳۳ تیم در نظام لیگ خود جا داده‌است.